# Солопов, Сергей Георгиевич
Се́ргей Гео́ргиевич Со́лопов (1901, Москва — 1975) — советский специалист по торфу; доктор технических наук, профессор, заведующий кафедрой торфяных машин и комплексов, декан механического факультета, ректор, заслуженный деятель науки и техники РСФСР.

## Биография
Сергей Георгиевич Солопов родился в 1901 году в Москве. Окончил торфяное отделение Московской сельскохозяйственной академии (1926). С 1930 года – преподаватель в Московском торфяном институте: ассистент (1930), доцент (1943). В 1943 году защитил кандидатскую диссертацию «Рациональный метод стилки торфа-сырца при машинно-формовочном способе добычи». В 1953 году защитил докторскую диссертацию «Основы комплексной механизации добычи торфа на топливо экскаваторным способом с понижением эксплуатационной влажности» в Институте горного дела АН СССР. Ректор Московского торфяного института (1956—1958). В городе Калинине – заведующий кафедрой торфяных машин и комплексов (1959—1974). Главный редактор журнала «Торфяная промышленность» (1960—1975). Основатель научной школы по торфяным машинам и комплексам. Заслуженный деятель науки и техники РСФСР (1962). Подготовил 12 докторов и 55 кандидатов наук. Автор более 250 научных публикаций (в том числе 36 авторских свидетельств).
Был награжден орденами «Ленина», «Трудового Красного Знамени». Заслуженный деятель науки и техники РСФСР.
Жил в Москве в Б. Вузовском переулке дом 1, Кутузовском проспекте дом 2/1.
Похоронен на Химкинском кладбище.
Жена Гали Леонидовна Ряшенцева (1907-2000). Дочь Наталья Гуляницкая (1927) профессор Российской Академии музыки им. Гнесиных. Сын Дмитрий Солопов (1929-2007) архитектор. Братья: Георгий Солопов, геолог; Михаил Солопов, переводчик.

## Основные труды
- "Расчеты и конструкции торфяных машин" (1948)
- "Торфяные машины и комплексы" (1973, 1981)